# پلی‌استیشن تی‌وی
پلی‌استیشن تی‌وی (به انگلیسی: PlayStation TV) (اختصاری PS TV) که در ژاپن و سایر نقاط آسیا به عنوان پلی‌استیشن تی‌وی ویتا (به انگلیسی: PlayStation Vita TV) (اختصاری PS Vita TV) هم شناخته می‌شود، یک میکروکنسول و نوع غیر دستی پلی‌استیشن ویتا است. این کنسول در ۱۴ نوامبر ۲۰۱۳ در ژاپن و در اروپا و استرالیا در ۱۴ نوامبر ۲۰۱۴ منتشر شد.
پلی‌استیشن تی‌وی که با کنترلرهای دوال‌شاک ۳ یا ۴ کنترل می‌شود می‌تواند بسیاری از بازی‌ها و برنامه‌های پلی‌استیشن ویتا را از طریق کارتریج‌های فیزیکی یا به‌طور دانلودی از فروشگاه پلی‌استیشن اجرا کند. با این حال، همه محتوا با دستگاه سازگار نیست چون ویژگی‌های خاصی در پلی‌استیشن ویتا مثل ژیروسکوپ و میکروفون در پلی‌استیشن تی‌وی در دسترس نیست.